# معبد بردنشاندة
معبد بردنشاندة (بالفارسية: نیایشگاه بردنشانده) هو معبد تاريخي يعود إلى عصر أخمينيون والإمبراطورية الفرثية، ويقع في مقاطعة مسجد سليمان.